# Ochotona nigritia
Il pica nero (Ochotona nigritia Gong et al., 2000) è un mammifero lagomorfo della famiglia Ochotonidae.
La specie è endemismo della provincia cinese dello Yunnan; in particolare, la si è osservata unicamente nei pressi della località di Piyanma, e se ne conosce l'esistenza solo per la descrizione di quattro esemplari impagliati.
Questa specie presenterebbe il manto di colore interamente nero sul dorso, con qualche singolo pelo del quarto posteriore striato di grigiastro. La parte ventrale e le zampe sono ricoperte di pelo bianco, mentre il naso ed il muso sono di color ruggine.
Stando alle scoperte fatte sinora, la specie presenterebbe grandissima affinità con la congenere Ochotona forresti: secondo alcuni studiosi, addirittura, potrebbe costituire un'isolata popolazione melanistica di quest'ultima specie, ma servirebbero ulteriori ricerche sul campo per poter determinare con chiarezza lo status di questi animali. Visto il loro areale così circoscritto, che si tratti di una specie a sé stante o di una popolazione di qualche altra specie, se tali studi non verranno effettuati presto ed accompagnati da adeguate misure protettive nei confronti di questi animali, essi rischiano seriamente di estinguersi prima ancora di venire descritti in modo esauriente.